# Lenaïta
La lenaïta és un mineral de la classe dels sulfurs que pertany al grup de la calcopirita. Va ser anomenada en honor del riu Lena.

## Característiques
La lenaïta és un sulfur (doble) d'argent i ferro de fórmula química AgFeS₂. Cristal·litza en el sistema tetragonal en fomra de grans equants de fins a 0,2 mm de llarg. La seva duresa a l'escala de Mohs és 4,5.
Segons la classificació de Nickel-Strunz, la lenaïta pertany a «02.CB - Sulfurs metàl·lics, M:S = 1:1 (i similars) amb Zn, Fe, Cu, Ag, etc.» juntament amb els següents minerals: coloradoïta, hawleyita, metacinabri, polhemusita, sakuraiïta, esfalerita, stil·leïta, tiemannita, rudashevskyita, calcopirita, eskebornita, gal·lita, haycockita, mooihoekita, putoranita, roquesita, talnakhita, laforêtita, černýita, ferrokesterita, hocartita, idaïta, kesterita, kuramita, mohita, pirquitasita, estannita, stannoidita, velikita, chatkalita, mawsonita, colusita, germanita, germanocolusita, nekrasovita, estibiocolusita, ovamboïta, maikainita, hemusita, kiddcreekita, polkovicita, renierita, vinciennita, morozeviczita, catamarcaïta, lautita, cadmoselita, greenockita, wurtzita, rambergita, buseckita, cubanita, isocubanita, picotpaulita, raguinita, argentopirita, sternbergita, sulvanita, vulcanita, empressita i muthmannita.

## Formació i jaciments
La lenaïta es forma en pseudomorfs de goetita després de la siderita de magnesi, en els filons de quars-siderita.
Va ser descoberta al dipòsit de Ag-Sb-Hg de Khachakchan, Verkhoyansk, Sakhà, Rússia. També ha estat descrita a Àustria, els Estats Units, el Japó, el Regne Unit i Turquia.